# مخيم الرابوني للاجئين
مخيم الرابوني للاجئين هو مخيم للاجئين الصحراويين يقع في ولاية تندوف في جنوب غرب الجزائر.

## الخلفية
يعد مخيم الرابوني المركز الإداري لمخيمات اللاجئين الصحراويين، وهو موقع الوزارات التابعة للجمهورية العربية الصحراوية الديمقراطية، والمستشفى الرئيسي والمكاتب الميدانية الرئيسية للمنظمات غير الحكومية الدولية ووكالات الأمم المتحدة التي تعمل بانتظام في مخيمات اللاجئين. يعد المخيم المستوطنة الأكثر سهولة للوصول إليها عبر الطريق المعبدة من تندوف.
في 23 أكتوبر 2011، اختطف مسلحون يشتبه أنهم ينتمون إلى تنظيم القاعدة ثلاثة عمال إغاثة أجانب من رابوني، ولم يتم إطلاق سراحهم إلا في يوليو 2012 من قبل المسلحين الإسلاميين الذين كانوا يحتجزونهم في شمال مالي، ونتيجة لذلك، قامت سلطات الجمهورية العربية الصحراوية الديمقراطية ببناء سواتر ترابية بارتفاع متر واحد حول مخيم رابوني ومخيمات فردية أخرى.